# 迪丽娜尔·阿布都拉

迪丽娜尔·阿布都拉

迪丽娜尔·阿布都拉（維吾爾語：دىلنار ئابدۇللا‎，1966年4月1日—），女，维吾尔族，新疆乌鲁木齐人，中国舞蹈家，一级演员。中央民族学院艺术系舞蹈专业、新疆师范大学音乐系声乐专业、中国艺术研究院研究生部新疆班舞蹈学专业毕业，在职研究生学历。现任中国文联副主席，中国舞蹈家协会副主席，新疆维吾尔自治区文联副主席、舞蹈家协会主席。新疆艺术剧院名誉院长，新疆艺术剧院歌舞团教研室主任。享受国务院政府特殊津贴专家。

## 生平
迪丽娜尔·阿布都拉1978至1982年就读于中央民族大学舞蹈系。1982年7月参加工作。毕业后至今在新疆歌舞团从事舞蹈工作。曾攻读中国艺术研究院研究生部新疆班研究生。
2000年12月5日至8日在北京召开的中国舞蹈家协会第七次全国代表大会上，迪丽娜尔当选中国舞协副主席，成为中国舞协成立以来最年轻的副主席。是继康巴尔汗之后又一位新疆的舞蹈艺术家担任这一职位。

## 社会兼职
全国青联委员，中国文联委员，新疆维吾尔自治区政协委员，自治区舞蹈家协会主席，自治区青联常委，自治区文联委员，中央民族大学客座教授，第十、十一届全国人大代表。

## 奖项和荣誉

### 舞蹈奖项
1985年迪丽娜尔在新疆举办第一个独舞专场晚会，获得观众的一致好评，舞蹈大师康巴尔汗赞不绝口。
1986年，独舞《心愿》获全国舞蹈比赛一等奖。
1989年，随国家主席杨尚昆赴埃及、科威特等国访问演出，受到穆巴拉克总统的高度赞誉。
1991年，独舞《冰山之火》获全国少数民族舞蹈比赛表演一等奖，《甜、甜、甜》获三等奖，1990年在新疆首届“丝绸之花”舞蹈比赛中，荣登“十佳演员”榜首。
1994年在大型民族舞蹈《天山彩虹》中担任领舞，获文化部颁发的最高奖“文华表演奖”。同年代表新疆参加中华民族二十世纪舞蹈经典评展演出，其表演的独舞《摘葡萄》、《盘子舞》被评为“二十世纪华人舞蹈经典作品”。
1995年在大型民族舞蹈《天山彩虹》中担任领舞，获文化部颁发的最高奖“文华表演奖”。
1997年在日本大阪举行的国际艺术节中，力挫群芳，一举夺得艺术节“最高表演奖”，轰动日本。1997年随中国少数民族艺术团赴香港参加香港回归祖国大型文艺晚会，获得“金奖”。1997年日本大阪国际艺术节中获“最高表演艺术奖”。独舞《冰山之火》获全国少数民族舞蹈比赛表演一等奖。独舞《达坂城的姑娘》获朝鲜“四月之春”国际艺术节金奖、新疆“天山文艺奖”和第一届世界文化 “奥林匹克”舞蹈比赛的“世界和平奖”。独舞《摘葡萄》、《盘子舞》被评为“二十世纪华人舞蹈经典作品”。先后在新疆、北京举办过独舞专场晚会，多次在自治区参加全国各种重大演出活动中担任领舞，并荣获“文华表演奖”、金奖等各项奖项、随国家领导人和中国代表团赴埃及、科威特等几十个国家演出，得到了各国领导和观众的高度评价。
1998年在澳门第六届亚太区青年歌唱大赛中夺得最佳歌手奖，这在新疆艺术史上还是首次。
1999年她参加了在北京、上海举行的《我们新疆好地方》大型歌舞晚会，表演独舞《戴羽毛的姑娘》，受到了党和国家领导人的亲切接见和高度评价。12月随新疆歌舞团赴澳门参加澳门回归演出，受到澳门同胞的热烈欢迎。
2001年4月在朝鲜“四月之春”国际艺术节上，她的独舞《达坂城的姑娘》获最高奖“金奖”，受到各国艺术家的极高赞誉。随后又应邀随新疆歌舞团赴俄罗斯演出，赢得俄罗斯人民的欢迎。
2007年11月在文化部第八届中国艺术节上表演的独舞《达坂城的姑娘》荣获艺术节最高奖“文华表演奖”。

### 其他奖项
1995年被自治区评为先进工作者和自治区劳动模范，自治区妇联授予她“三八红旗手”。1997年12月荣获中国文联艺术家协会“德艺双馨”奖。1998年被评为新疆维吾尔自治区文联“德艺双馨”奖。1999年她被国务院评为全国民族团结、进步模范先进个人。2001年5月获中国文联“万里采风”成果奖，2002年被评为新疆“十大杰出青年”和自治区优秀专家。
被国务院授予“全国少数民族团结模范先进个人”称号，被全国青联授予“中国十大杰出青年”称号，获全国“五一”劳动奖章。荣获第二届“中国时代新闻人物十佳卓越贡献奖”，被授予“中国文艺公益活动爱心大使”，被评为自治区第九批有突出贡献优秀专家。
迪丽娜尔不仅在舞蹈专业中技艺精湛，而且在影视、歌唱等方面也很有造诣。她主持的电视片“西域巴扎”曾获全国主持二等奖，在新疆歌手大赛上获“优秀歌手称号”。

## 家庭
丈夫尼加提为司马义·艾买提之子，育有两个孩子。

## 舞蹈作品
代表作有独舞 《盘子舞》、《阿图什》、《摘葡萄》、《新疆姑娘》、《冰山之火》、《心愿》、《达坂城的姑娘》等。